# 桑佩尔德尔萨尔斯
桑佩尔德尔萨尔斯，是西班牙阿拉贡自治区萨拉戈萨省的一个市镇。 总面积12平方公里，总人口147人（2001年），人口密度12人/平方公里。